# Rebelde (serie televisiva 2022)
Rebelde (reso graficamente come REBƎLDE) è una serie televisiva messicana del 2022.
Disponibile sulla piattaforma streaming Netflix dal 5 gennaio 2022, la serie è il sequel di Rebelde, trasmessa dal 2004 al 2006, adattamento della telenovela argentina Rebelde Way.

## Trama
Mentre l'EWS si prepara ad accogliere i nuovi studenti, nascono nuovi amori e amicizie ed una società segreta minaccia di distruggere i sogni musicali degli studenti.

## Episodi
| Stagione         | Episodi | Pubblicazione Messico | Pubblicazione Italia |
| ---------------- | ------- | --------------------- | -------------------- |
| Prima stagione   | 8       | 2022                  | 2022                 |
| Seconda stagione | 8       | 2022                  | 2022                 |

## Personaggi e interpreti

### Personaggi principali
- Jana Cohen Gandía (stagione 1-in corso), interpretata da Azul Guaita, doppiata da Elena Mancuso.
La compagna di stanza di M.J. e Andi e l'ex ragazza di Sebas. È una cantante e influencer e ha una relazione con Estebán. Fa parte della band Senza Nome, poi ribattezzata Rebelde, in qualità di cantante.
- Luka Colucci (stagione 1-in corso), interpretato da Franco Masini, doppiato da Sebastiano Tamburrini.
Il compagno di stanza di Estebán e Dixon e il fratellastro di Estebán. Fa parte della band Rebelde in qualità di cantante. È un personaggio gay ed è il cugino di Mía Colucci, la protagonista della telenovela originale.
- Estebán Torres (stagione 1-in corso), interpretato da Sérgio Mayer Mori, doppiato da Manfredi Mo.
Il compagno di stanza di Luka e Dixon e il fratellastro di Luka. Fa parte della band Rebelde in qualità di musicista. È il ragazzo di Jana.
- M.J. Sevilla (stagione 1-in corso), interpretata da Andrea Chaparro, doppiata da Erica Laiolo.
La compagna di stanza di Jana e Andi. Faceva parte della band Rebelde in qualità di cantante, ma nell'ultimo episodio, per non deludere i suoi genitori, si unisce a Sebas nel duo XY. Prova dei sentimenti per Dixon.
- Dixon Álvarez (stagione 1-in corso), interpretato da Jerónimo Cantillo, doppiato da Davide Fumagalli.
Il compagno di stanza di Estebán e Luka. Fa parte della band Rebelde in qualità di rapper. Prova dei sentimenti per M.J.
- Andi Agosti (stagione 1-in corso), interpretata da Lizeth Selene, doppiata da Giorgia Sameraro.
La compagna di stanza di Jana e M.J. e la ragazza di Emília. Fa parte della band Rebelde in qualità di musicista.
- Sebas Langarica (stagione 1-in corso), interpretato da Alejandro Puente, doppiato da Marcello Gobbi.
L'ex ragazzo di Jana e un membro del duo XY. È il membro principale della Loggia.
- Emília Alo (stagione 1-in corso), interpretata da Giovanna Grigio, doppiata da Giorgia Carnevale.
La ragazza di Andi e un ex membro del duo XY.
- Okane (stagione 2-in corso), interpretato da Saak, doppiato da Davide Farronato.
Un cantante che ha perso la sua fama dopo una dipendenza da droghe e futuro fidanzato di Luka.

### Personaggi ricorrenti
- Celina Ferrer (stagione 1-in corso), interpretata da Estefanía Villarreal, doppiata da Anna Charlotte Barbera.
La preside dell'EWS. L'attrice riprende il suo ruolo dalla telenovela originale.
- Marcelo Colucci (stagione 1-in corso), interpretato da Leonardo de Lozanne, doppiato da Giuseppe Russo.
Il padre di Luka e il padre biologico di Estebán.
- Lourdes Buendía (stagione 1-in corso), interpretata da Karla Sofía Gascón, doppiata da Francesca Vettori.
La sorvegliante dell'EWS e una donna transgender.
- Anita (stagione 1), interpretata da Pamela Almanza, doppiata da Camilla Gallo.
L'ex segretaria della preside e un membro della Loggia.
- Gordo Kuri (stagione 1), interpretato da Alex Lago, doppiato da Matteo Valentino.
Il bullo della scuola e un membro della Loggia.
- Rocío Esquivel García (stagione 1), interpretata da Mariana Gajá, doppiata da Lorella De Luca.
Una cantante e la madre biologica di Estebán.
- Gus Bauman (stagione 2-in corso), interpretato da Flavio Medina, doppiato da Andrea Beltramo.
Un famoso produttore musicale e il nuovo direttore del programma MEP.
- Ilse (stagione 2-in corso), interpretata da Mariané Cartas, doppiata da Laura Cherubelli.
Una ragazza del programma di business che ha fatto la stagista insieme a Luka.
- Laura Vega (stagione 2-in corso), interpretata da Alaíde, doppiata da Alessia Bossari.
Una ragazza del terzo anno che ha avuto una "relazione" con Estebán.

## Produzione

### Sviluppo
Il 1º marzo 2021 è stato annunciato che sarebbe stata realizzata una nuova versione della telenovela giovanile del 2004. Netflix ha annunciato il progetto con un comunicato stampa. Il regista Santiago Limón ha dichiarato in un'intervista per la rivista GQ Mexico che la diversità sessuale nella trama era un obiettivo fin dall'inizio del progetto.

### Riprese
Le riprese della serie sono iniziate nel marzo 2021 in Messico. Dopo quasi otto mesi di registrazioni, è stato annunciato che la serie era già stata rinnovata per una seconda stagione, che è stata girata insieme alla prima.

## Distribuzione
Il 22 settembre 2021, Netflix ha rivelato la prima foto ufficiale dei nuovi alunni e le loro uniformi. Il 25 settembre 2021, Netflix ha lanciato il primo teaser della serie durante l'evento TUDUM mostrando il cast che si esibisce con una delle canzoni della serie. Il 7 dicembre è stato lanciato il trailer della serie.
La serie è stata pubblicata su Netflix a partire dal 5 gennaio 2022.